# Nyctonympha flavipes
Nyctonympha flavipes là một loài bọ cánh cứng trong họ Cerambycidae.